# Antocha nigribasis
Antocha nigribasis là một loài ruồi trong họ Limoniidae. Chúng phân bố ở miền Cổ bắc.